# Hauptsatz über endlich erzeugte abelsche Gruppen
Der Hauptsatz über endlich erzeugte abelsche Gruppen (oder Struktursatz für endlich erzeugte abelsche Gruppen) ist ein Resultat aus der Gruppentheorie, insbesondere der Theorie über endlich erzeugte abelsche Gruppen. Das sind Gruppen, die unter ihrer binären Verknüpfung kommutieren und in denen jedes Element {\displaystyle g\in G} als Produkt von Elementen einer endlichen Erzeugermenge darstellbar ist. 
Die Aussage des Satzes ist, dass für alle diese Gruppen eine Zerlegung oder Dekomposition in endlich viele zyklische Untergruppen, das sind Gruppen, die von genau einem Element erzeugt werden, existiert. Die Gruppe {\displaystyle G} ist das direkte Produkt {\displaystyle G} dieser Untergruppen. Weil jede zyklische Gruppe endlicher Ordnung isomorph zu einer Restklassengruppe {\displaystyle (\mathbb {Z} /d\mathbb {Z} ,+)} ist und jede zyklische Gruppe unendlicher Ordnung isomorph zur Gruppe der ganzen Zahlen {\displaystyle (\mathbb {Z} ,+)}, ist damit jede dieser Gruppen isomorph zu einem Produkt aus einer unendlichen oder trivialen Gruppe vom Typ {\displaystyle \mathbb {Z} ^{n}\,(n\in \mathbb {N} )} mit einer endlichen Gruppe, die ein Produkt von Restklassengruppen ist.
Anders formuliert besagt der Hauptsatz, dass eine endlich erzeugte abelsche Gruppe direktes Produkt einer freien abelschen Gruppe von endlichem Rang und einer endlichen abelschen Gruppe ist. Die endliche abelsche Gruppe ist die Torsionsuntergruppe von {\displaystyle G}. Die freie abelsche Gruppe ist im Allgemeinen nicht eindeutig bestimmt, sondern nur ihr Rang.
Der Satz folgt unmittelbar aus dem Satz über die Klassifizierung endlich erzeugter Moduln über Hauptidealringen, da jede abelsche Gruppe als Modul über dem Hauptidealring der ganzen Zahlen aufgefasst werden kann.

## Aussage
Ist {\displaystyle G} eine endlich erzeugte abelsche Gruppe, so gibt es eindeutig bestimmte nicht-negative ganze Zahlen {\displaystyle r,t} sowie eindeutig bestimmte Primzahlpotenzen {\displaystyle 1<d_{1}\leq \ldots \leq d_{t}} mit 
{\displaystyle G\cong \mathbb {Z} ^{r}\oplus \bigoplus _{i=1}^{t}\mathbb {Z} /d_{i}\mathbb {Z} .}

## Beweisidee
Die Existenz der Zerlegung zeigt man, indem von einem beliebigen Erzeugendensystem ausgehend durch elementare Umformungen ein geeignetes ggf. anderes Erzeugendensystem konstruiert wird, das die Abspaltung eines Summanden zulässt. Auf diese Weise wird ein Beweis durch vollständige Induktion nach der Anzahl der Erzeuger ermöglicht.

## Folgerungen und Beispiele
- Die Eigenschaften frei, projektiv, torsionsfrei, flach sind in endlich erzeugten abelschen Gruppen äquivalent.

### Für endliche abelsche Gruppen
Für den Isomorphietyp der zyklischen Gruppe mit {\displaystyle m} Elementen, {\displaystyle (\mathbb {Z} /m\mathbb {Z} ,+)} wird im Folgenden abkürzenden {\displaystyle C_{m}} geschrieben, Gruppen werden, wie in der Theorie der endlichen Gruppen üblich „multiplikativ“ geschrieben, die direkten Summen aus dem Hauptsatz demgemäß als direkte Produkte. 
Jede endliche, nicht triviale, abelsche p-Gruppe {\displaystyle G} ({\displaystyle p} positive Primzahl) hat als Gruppenordnung eine Potenz {\displaystyle p^{n},n\in \mathbb {N} .} Zu jeder Zahlpartition von {\displaystyle n} existiert bis auf Isomorphie genau eine abelsche Gruppe mit {\displaystyle p^{n}} Elementen. Die Anzahl der Zahlpartitionen kann mit der Partitionsfunktion {\displaystyle P(n)} angegeben werden.
Beispiel
- Zur Gruppenordnung {\displaystyle 16=2^{4}} existieren genau {\displaystyle P(4)=5} verschiedene Isomorphietypen von abelschen Gruppen

{\displaystyle {C_{2}}^{4}} zur Partition {\displaystyle 4=1+1+1+1}, {\displaystyle C_{4}\times {C_{2}}^{2}} zur Partition {\displaystyle 4=2+1+1}, {\displaystyle {C_{4}}^{2}} zur Partition {\displaystyle 4=2+2}, {\displaystyle C_{8}\times C_{2}} zur Partition {\displaystyle 4=3+1} und {\displaystyle C_{16}} zur Partition {\displaystyle 4=4}.
Zusammen mit der Aussage aus der elementaren Zahlentheorie {\displaystyle C_{r}\times C_{s}\cong C_{r\cdot s}} genau dann, wenn {\displaystyle r,s} teilerfremd sind, ergibt sich:
- Genau dann, wenn {\displaystyle N} eine quadratfreie natürliche Zahl ist, das heißt, wenn für keine Primzahl {\displaystyle p} das Quadrat {\displaystyle p^{2}} ein Teiler von {\displaystyle N} ist, gibt es bis auf Isomorphie nur eine abelsche Gruppe {\displaystyle G}  mit {\displaystyle N} Elementen. Die Gruppe ist dann zyklisch und es gilt {\displaystyle G\cong C_{N}}
- Ist {\displaystyle N={p_{1}}^{r_{1}}\cdot {p_{2}}^{r_{2}}\cdot \cdots \cdot {p_{k}}^{r_{k}}} die Primfaktorzerlegung von {\displaystyle N}, dann existieren bis auf Isomorphie genau {\displaystyle P(r_{1})\cdot P(r_{2})\cdot \cdots \cdot P(r_{k})} abelsche Gruppen mit {\displaystyle N} Elementen. ({\displaystyle P(r_{1})} usw. ist dabei jeweils die Partitionsfunktion.)

Jede solche Gruppe besitzt ein Erzeugendensystem aus höchstens {\displaystyle R:=\max(r_{1},r_{2},\ldots r_{k})} Gruppenelementen.
- Jede endliche abelsche Gruppe {\displaystyle G} mit der Gruppenordnung {\displaystyle N} ist isomorph zu einem direkten Produkt

{\displaystyle C_{m_{1}}\times C_{m_{2}}\times \cdots \times C_{m_{s}},} dabei gilt {\displaystyle m_{1}>1}, {\displaystyle m_{k}} teilt stets {\displaystyle m_{k+1}} für {\displaystyle 1\leq k<s} und für das Produkt aller dieser Zahlen gilt {\displaystyle m_{1}\cdot m_{2}\cdot \cdots m_{s}=N}. 
- Die angegebene Produktdarstellung ist durch die Gruppe {\displaystyle G} und die Teilbarkeitsforderung eindeutig bestimmt.
- Die maximale Ordnung eines Gruppenelements ist {\displaystyle M=m_{s}}, für alle Gruppenelemente {\displaystyle g\in G} gilt {\displaystyle g^{M}=e} und jede andere natürliche Zahl {\displaystyle K}, für die {\displaystyle g^{K}=e} für alle Gruppenelemente {\displaystyle g\in G} gilt, ist ein Vielfaches von {\displaystyle M}.
- Die Gruppe besitzt ein Erzeugendensystem aus {\displaystyle s} Gruppenelementen und jedes Erzeugendensystem enthält mindestens {\displaystyle s} Elemente. Die angegebene Darstellung ist insoweit eine „minimale Produktdarstellung“ der Gruppe.

Beispiele
- Die abelsche Gruppe {\displaystyle G} habe den Isomorphietyp {\displaystyle G\cong {C_{2}}^{2}\times C_{3}\times C_{4}\times {C_{9}}^{2}\times {C_{27}}^{2}} gemäß der Darstellung im Hauptsatz. Mit Hilfe einer sortierten Tabelle der auftretenden Primzahlpotenzordnungen erhält man daraus die genannte „minimale Produktdarstellung“:

| Potenzen von 3: | 3 | 9 | 9  | 27 | 27  |
| Potenzen von 2: | 1 | 1 | 2  | 2  | 4   |
| Produkte:       | 3 | 9 | 18 | 54 | 108 |

Dabei sortiert man nach aufsteigenden Exponenten der Primzahlpotenz und füllt in Zeilen, die weniger als 5 Potenzen enthalten, von vorn mit 1 auf. Die letzte Zeile, in der die Produkte der Spalten stehen, enthält dann die aufsteigende Kette von Teilern. Das ergibt {\displaystyle G\cong C_{3}\times C_{9}\times C_{18}\times C_{54}\times C_{108}}, gemäß der genannten Darstellung mit aufsteigenden Teilern, man kommt also für diese Gruppe mit einem Erzeugendensystem aus fünf Gruppenelementen aus – 5 ist die maximale Anzahl von p-Gruppen zu einer Primzahl (hier p=3), die in der Produktdarstellung gemäß dem Hauptsatz vorkommen!
- Für die abelsche Gruppe {\displaystyle G=C_{3}\times C_{6}\times C_{6}\times C_{60}}

| Produkte:       | 3 | 6 | 6 | 60 |
| Potenzen von 2: | 1 | 2 | 2 | 4  |
| Potenzen von 3: | 3 | 3 | 3 | 3  |
| Potenzen von 5: | 1 | 1 | 1 | 5  |

tabelliert man zunächst die aufsteigenden Teiler, faktorisiert sie nach den auftretenden Primzahlpotenzen und erhält so die Darstellung gemäß Hauptsatz {\displaystyle G\cong {C_{2}}^{2}\times {C_{3}}^{4}\times C_{4}\times C_{5}}. Ein minimales Erzeugendensystem dieser Gruppe enthält vier Elemente.